# هناء رشاد
هناء رشاد (مواليد 29 أغسطس 1968) هي كاتبة وشاعرة مصرية. تعمل مدير تحرير مجلة إبداع بلا حدود.

## التعليم
تخرجت عام 1993 من كلية التجارة بجامعة المنصورة.

## مؤلفاتها
| م | العمل                                                       | عام الإصدار | الناشر                    | عدد الصفحات | رقم تعريفي                             | مراجع             |
| - | ----------------------------------------------------------- | ----------- | ------------------------- | ----------- | -------------------------------------- | ----------------- |
| 1 | عاجل إلى من يهمه الأمر: رسائل بطعم الحياة                   | 2009        | دار الناشر للنشر والتوزيع | 106         | (ردمك 9789776304346)                   | [ 1 ] [ 2 ]       |
| 2 | رسائل ملونة إليك: كنز في اعماقك: نصائح ذهبية للمرأة العصرية | 2009        | دار الابداع الفكري        | 90          | (ردمك 9789990669244، وردمك 9990669244) | [ 3 ] [ 4 ] [ 5 ] |
| 3 | أنتِ أيضا تقدرين                                             | 2011        | دار الابداع الفكري        | 104         | (ردمك 9789996635144، وردمك 9996635147) | [ 6 ] [ 7 ]       |
| 4 | زوجات عرفن السر                                             | تحت النشر   |                           |             |                                        |                   |

## الجوائز
- مهرجان القلم الحر بالفيوم، المركز الثاني، القصة القصيرة، 2012.[1]

## روابط خارجية
- مقالة لها في اليوم السابع